# Phil Selway
Philip James Selway, född 23 maj 1967 i Abingdon, är en engelsk musiker och låtskrivare. Han är mest känd för att spela trummor i bandet Radiohead.
Selway solodebuterade med skivan Familial, som utkom 2010.